# Agaricostilbum
Agaricostilbum är ett släkte av svampar. Agaricostilbum ingår i familjen Agaricostilbaceae, ordningen Agaricostilbales, klassen Agaricostilbomycetes, divisionen basidiesvampar och riket svampar.
| Agaricostilbum | \| \| Agaricostilbum pulcherrimum \| \| \| \| \| \| Agaricostilbum hyphaenes \| \| \| \| \| \| Agaricostilbum palmicola \| \| \| \| \| \| Agaricostilbum novozelandicum \| \| \| \| |
|                | \| \| Agaricostilbum pulcherrimum \| \| \| \| \| \| Agaricostilbum hyphaenes \| \| \| \| \| \| Agaricostilbum palmicola \| \| \| \| \| \| Agaricostilbum novozelandicum \| \| \| \| |
|                | Sterigmatomyces |
|                | |
|                | Bensingtonia |
|                | |
|                | Agaricostilbum pulcherrimum |
|                | |
|                | Agaricostilbum hyphaenes |
|                | |
|                | Agaricostilbum palmicola |
|                | |
|                | Agaricostilbum novozelandicum |
|                | |

|  | Agaricostilbum pulcherrimum   |
|  |                               |
|  | Agaricostilbum hyphaenes      |
|  |                               |
|  | Agaricostilbum palmicola      |
|  |                               |
|  | Agaricostilbum novozelandicum |
|  |                               |